# Phrurolithidae
Phrurolithidae (лат.) — семейство аранеоморфных пауков. Насчитывают более 200 современных видов, объединяемых в 13 современных родов.

## Распространение
Встречаются в Новом Свете (Канада, США, Мексика и Куба), Евразии, а также в Австралии и Индонезии.
Почти треть видов (65) найдены в Китае.

## Описание
В основном наземные пауки, обитающие в опавших листьях, особенно листья бамбука, древесных остатках или на лесной подстилке, очень мало видов встречаются на кронах деревьях или под камнями
Ископаемые виды известны с палеогена.

## Таксономия
Семейство Phrurolithidae (ранее в ранге подсемейства Phrurolithinae в составе Corinnidae) включает более 200 видов и 13 современных родов:
- Abdosetae Fu, Zhang & MacDermott, 2010 — Индонезия
- Dorymetaecus Rainbow, 1920 — Австралия
- Drassinella Banks, 1904 — США, Мексика
- Liophrurillus Wunderlich, 1992 — Европа, Северная Африка
- Otacilia Thorell, 1897 — Азия, 70 видов[2]
- Phonotimpus Gertsch & Davis, 1940 — Мексика
- Phrurolinillus Wunderlich, 1995 — Португалия, Испания
- Phrurolithus C. L. Koch, 1839 — Северная Америка, Азия, Европа, Куба, 80 видов[2]
- Phruronellus Chamberlin, 1921 — США
- Phrurotimpus Chamberlin & Ivie, 1935 — США, Канада
- Piabuna Chamberlin & Ivie, 1933 — США, Мексика
- Plynnon Deeleman-Reinhold, 2001 — Индонезия
- Scotinella Banks, 1911 — США, Канада